# Pseudomelittia andraenipennis
Pseudomelittia andraenipennis là một loài bướm đêm thuộc họ Sesiidae. Nó được biết đến ở Nam Phi.